# Крсташки рат 1101.
Крсташки рат 1101. је био мањи сукоб састављен од три похода, који су се дешавали током 1100. и 1101. године после успешног завршетка Првог крсташког рата. Добио је назив Крсташки рат малодушних због значајног учешћа повратника из првог крсташког похода.
Успешност Првог крсташког рата је захтевала хитна појачања новоформираној Краљевини Јерусалиму, и папа Паскал II, наследник папе Урбана II (који је умро пре него што је сазнао резултате рата у који је позивао), је захтевао нови поход. Посебно је позивао оне који су се одазвали на претходни позив али нису никад кренули као и оне који су кренули али су се предомислили током пута и вратили. Неки од ових људи су кући били подвргнути великом притиску да се врате на исток. Адела од Блоа, жена Стефана, грофа од Блоа, који је побегао из опсаде Антиохије током 1098. је била толико посрамљена својим мужем да му није дозволила да остане код куће.

## Ломбарди
Септембра 1100. велика група Ломбарда напушта Милано. Ово су били већином за рат неспремни сељаци предвођени миланским надбискупом Анселмом IV. Када су стигли на територију Византијског царства кренули су у бахато пљачкање, па их византијски цар Алексије I под пратњом смешта у логор ван Константинопоља. Ово их не задовољава, проналазе начин да уђу у град и пљачкају царску палату, чак су убили царевог лава љубимца. Ломбарди прелазе преко Босфора и дижу логор код Никомедије, где чекају појачање.
У Никомедији у мају дочекују мањи али јачи контингент Француза, Бургундинаца и Немаца, под командом Стефана од Блоа, потом Стефана I, грофа Бургундије као и Конрада, крунског заповедника Светог римског цара Хенрија IV. У Никомедији им се придружује Ремон IV од Тулуза, један од вођа Првог крсташког рата који је сада био у служби цара. Он је био постављен за главнокомандујућег свом војском, и византијске снаге плаћеника Печењега су биле придружене њему под командом генерала Цитаса.
Ове снаге крајем маја крећу у правцу Дорилеума, истом стазом којом су Ремон и Стефан ишли 1097. године током Првог крсташког рата. Планирано је да наставе ка Конији, али Ломбарди, који су били многобројнији од осталих савезника, су били одлучни у намери да напредују на север ка Никсару где је Бохемунд I Антиохијски био заробљен од Данишменидида. По заузећу Анкире 23. јуна, и враћању под власт цара Алексија, крсташи настављају ка северу где су убрзо нападнути од Турака Селџука. Турци су крсташе узнемиравали и нападали недељама док нису уништени близу Кастамонуа али тек у јулу.

### Битка код Мерсивана
Ломбарди схватају грешку и целокупна армија се окреће ка истоку, улазећи у територију Данишмендида. Турци Селџуци, са друге стране, схватајући да је нејединство било разлог немоћи заустављања Првог крсташког похода се уједињују са Данишмендидима и са Ридваном од Алепа. Почетком августа крстаи се срећу први пут са уједињеном муслиманском војском код Мерсивана. Крсташи су били организовани у 5 одвојених група: Бургунди, Ремон и Византинци, Немци, Французи и Ломбарди. Ломбарди, предводница у походу, су били жестоко поражени, Печењези су побегли, а Немци и Французи су били приморани на повлачење. Ремон је био опкољен и замало ухваћен али га спашавају Стефан и Конрад. Битка се наставила и следећи дан када је логор крсташа заузет, док су се витезови разбежали остављајући иза себе свештенике, жене и децу да буду убијени или одведени у ропство. Већина Ломбарда, који су углавном били пешадинци, су Турци ловили, хватали и побили. Ремон, Стефан од Блоа и Стефан од Бургундије беже на север у Синоп, а у Константинопољ се враћају бродом.

## Помоћ Вилијама од Невера
Убрзо пошто су Ломбарди напустили Никомедију, додатне снаге под командом Вилијема II од Невера пристижу у Константинопољ. Он наступа на Византинску територију морским путем преко Јадранског мора из Барија и марширају ка Константинопољу без инцидената, што је неуобичајено за крсташке армије. Без пуно задржавања креће даље у сусрет другим армијама, али никад не долази до сусрета са њима. Иако су армије биле близу једне другима њихове путање се не приближавају. Вилијем убрзо иде у опсаду Иконијума, али не успева да га заузме и убрзо га напада Килиџ Арслан у заседи код Хераклеје, који је управо победио Ломбарде код Мерсивана и био је веома расположен да се у што краћем року обрачуна са свим армијама које се крећу његовом земљом. Код Хераклеје је цела армија из Невера била збрисана, сем самог грофа и пар најближих пријатеља.

## Французи и Баварци
Убрзо пошто Вилијем II напушта Константинопољ стиже и трећа војска коју води Вилијем IX од Аквитаније и Хуго од Вермандоа, син Филипа I краља Француске и једна од оних који је испунио свој завет дат при првомпоходу на Свету земљу. Поред њих ту је и Велф I, војвода од Баварске, и са њим Ида од Аустрије, мајка Леополда III од Аустрије. Ова војска је попљачкала византијска места успут до Константинопоља и скоро су ушли у отворен сукоб са плаћеничком војском Печењега која је послата да их заустави да нису интервенисали Вилијем и Велф.
Од Константинопоља се ова војска дели на две групе. Једна иде директно у Палестину бродовима и међу њима историчар Екард од Аура. Остатак путује друмовима и стиже до Хераклеје у септембру и, као и претходне армије, бива сачекана у заседи и масакрирана од војске Килиџ Арслана. Вилијем и Велф беже неповређени али Хуго бива смртно рањен. Преживели успевају да се домогну Тарсуса где Хуго умире 18. октобра. Ида нестаје у забуни око заседе и сматрају је страдалом, мада легенда тврди да је отета и да је постала мајка Зенге, који је касније познат као велики противник крсташа 1140-их година.

## Резултати и последице
Вилијем од Невера такође бежи у Тарсус и придружује се другим преживелима. Ремон од Тулуза им се такође придружује убрзо. Ремон командује заузимањем града Тортозе уз помоћ Ђеновљанске флоте. До овог тренутка је крсташки поход више личио на ходочашће. Преживели пристижу у Антиохију крајем 1101, а на Ускрс 1102. године долазе у Јерусалим. После овога се многи једноставно враћају кући, јер су испунили дате завете, мада неки остају да помогну краљу Балдуину I од Јерусалима да се брани од египатског напада у Рамли. Стефан од Блоа је погинуо у овој бици, као и Хуго VI од Лузињана, предак будуће династије Лузињана од Јерусалима и краљевине Кипра. Жоселин од Кортинеја такође остаје у Светој земљи да би касније постао гроф од Едеса 1118. године.
Величанствена победа Килиџа Арслана је омогућила да своју престоницу премести у Конију, а такође је показала осталом муслиманском свету да крсташи нису непобедиви, као што се чинило током Првог крсташког рата. Крсташи и Византија су једни друге кривили за пораз и нико није био у стању да обезбеди сигуран пут кроз Анадолију, поготово кад је Килиџ Арслан учврстио своје положаје. Једини сигуран пут у Свету земљу је био морски. Ово је поготово одговарало италијанским градовима. Непостојање сигурног копненог пута из Константинопоља је такође погодовало кнежевини Антиохији, где је Танкред, који је ту владао у име свог стрица Бохемунда, био у стању да консолидује своју власт без византијског уплива.
И Други крсташки поход и Трећи крсташки поход су имали исте проблеме при проласку кроз Анадолију.